# Отон Івекович
Отон Івекович (нар. 17 квітня 1869, Кланєц — 4 липня 1939, замок Великий Табор) — один з найвідоміших живописців Хорватії. Більшість його картин присвячено значущим подіям хорватської історії.

## Біографія
Народився 17 квітня 1869 року в Кланці, де закінчив початкову школу. Середню освіту здобув у Загребі, особливо захоплювався історією і малюванням. Після того, як в 1886 році його брат Цирил поїхав на навчання до Відня, Отон мріяв про те, щоб навчатися у Відні живопису, але у родини не було на це коштів. Отон напружено працював різноробочим осінь і зиму, і до весни 1887 зумів зібрати достатньо коштів для реалізації своєї мрії.
Івековіч вступив до Віденської академії живопису, в період навчання зосередився на історичній тематиці. Отримавши стипендію від хорватського уряду в Загребі зміг продовжити навчання в Мюнхені та Карлсруе.
Після закінчення навчання повернувся до Хорватії, де отримав посаду викладача живопису в загребській Школі ремесел. Зарплата викладача надавала необхідні для проживання засоби і дозволяла зосередитися на творчості. Період з 1894 по 1900 був найбільш плідним у творчості Івековича. Крім написання картин Івекович брав участь у створенні мальовничого оздоблення кількох церков, серед них університетська церква св. Кирила і Мефодія у Сараєві та церква Святої Терези в Пожегі.
У 1901 році Івековіч створив ілюстрації до книги «Юдиф» Марко Марулича. У перші роки XX століття Івекович — активний учасник Матиці хорватської, в числі іншого написав картину, що зображає засновників Матиці. Ця картина зберігається в будівлі Матиці хорватської у Загребі. Також художник брав активну участь у діяльності мистецького об'єднання «Лада»
У 1908 році Школа ремесел перетворена в Академію мистецтв, де Івекович викладав живопис аж до своєї відставки в 1927 році. У 1910 році він був запрошений до США для роботи над церковними інтер'єрами. Подорожував по американському Заходу, де замальовував сцени з життя ковбоїв та індіанців.
Під час першої світової війни брав участь у бойових діях на фронті у Ізонцо, в малюнках того періоду відображав військове життя.
У 1927 році Івекович продав свій будинок у Загребі і придбав один з найвідоміших хорватських замків Великий Табор. Замок був у поганому стані і Івековіч вклав велику кількість часу і сил в його реставрацію. Івековіч жив у Великому Таборі до 1935 року, останні роки життя він провів у рідному Кланьеце. Помер 4 липня 1939 року.

## Галерея

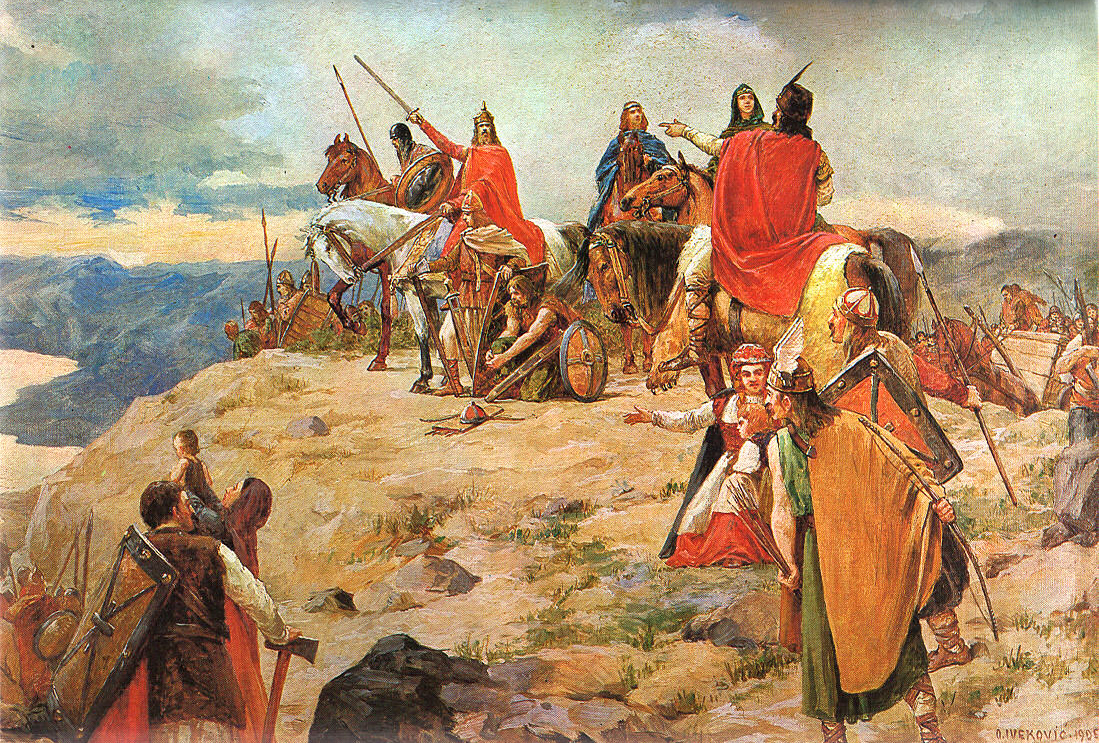
Прибуття хорватів на Адріатику
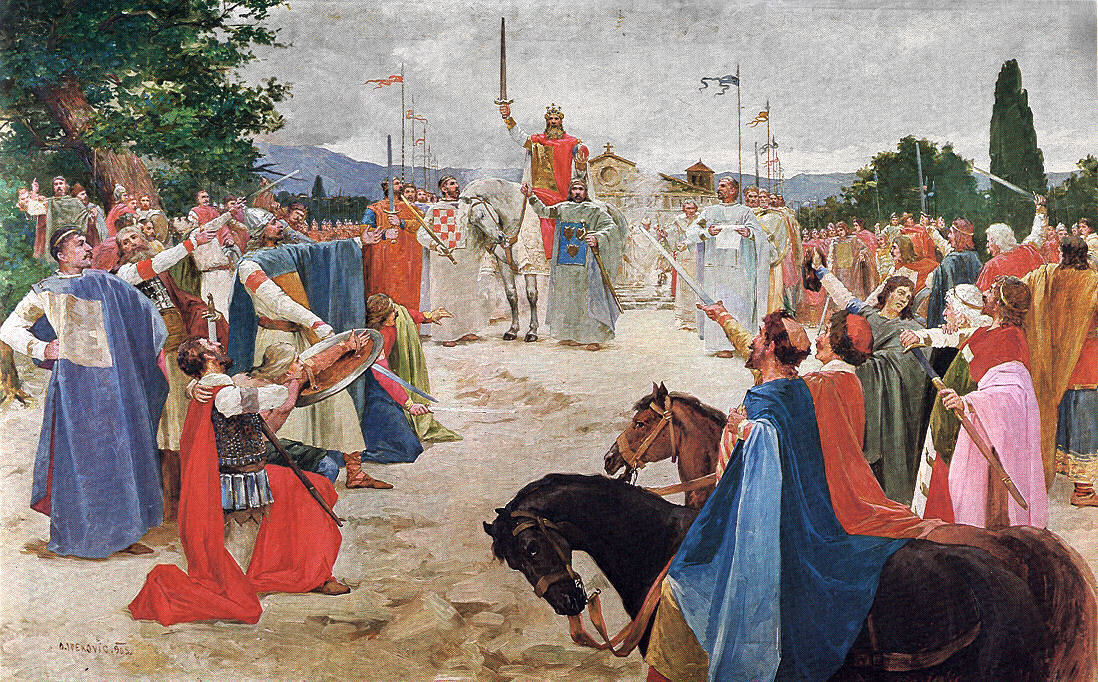
Коронація короля Томіслава
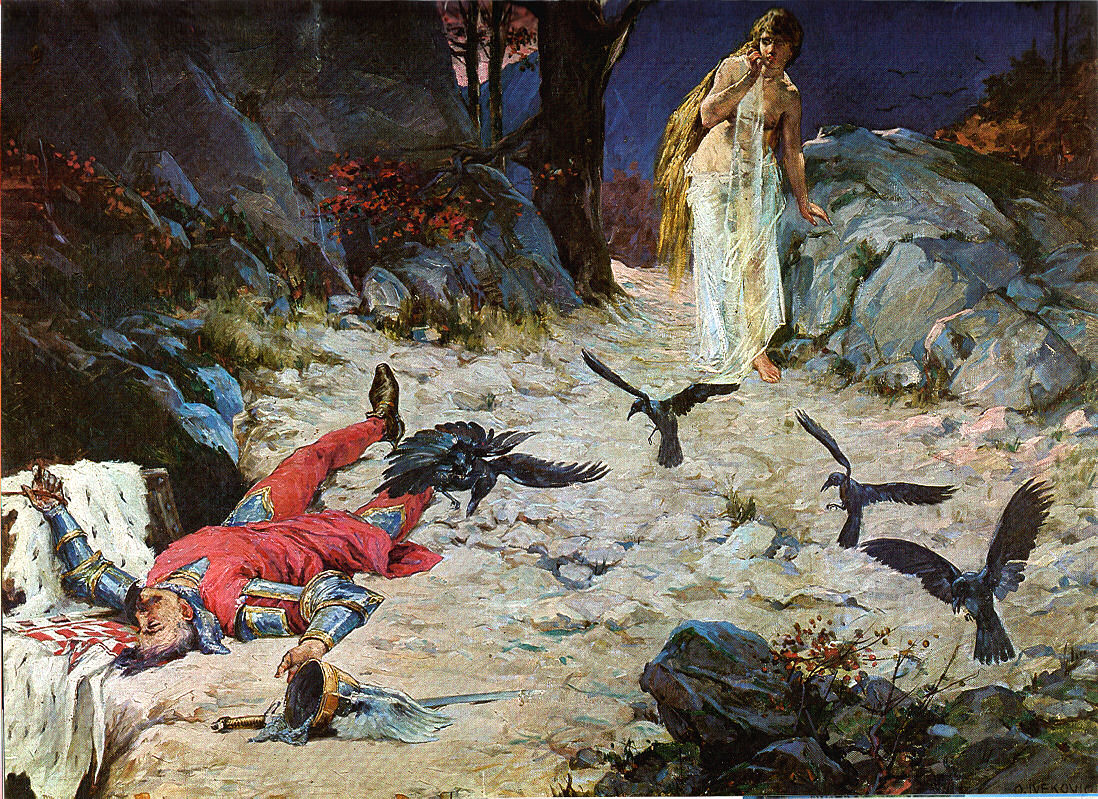
Смерть короля Петара Свачича на горі Гвозд
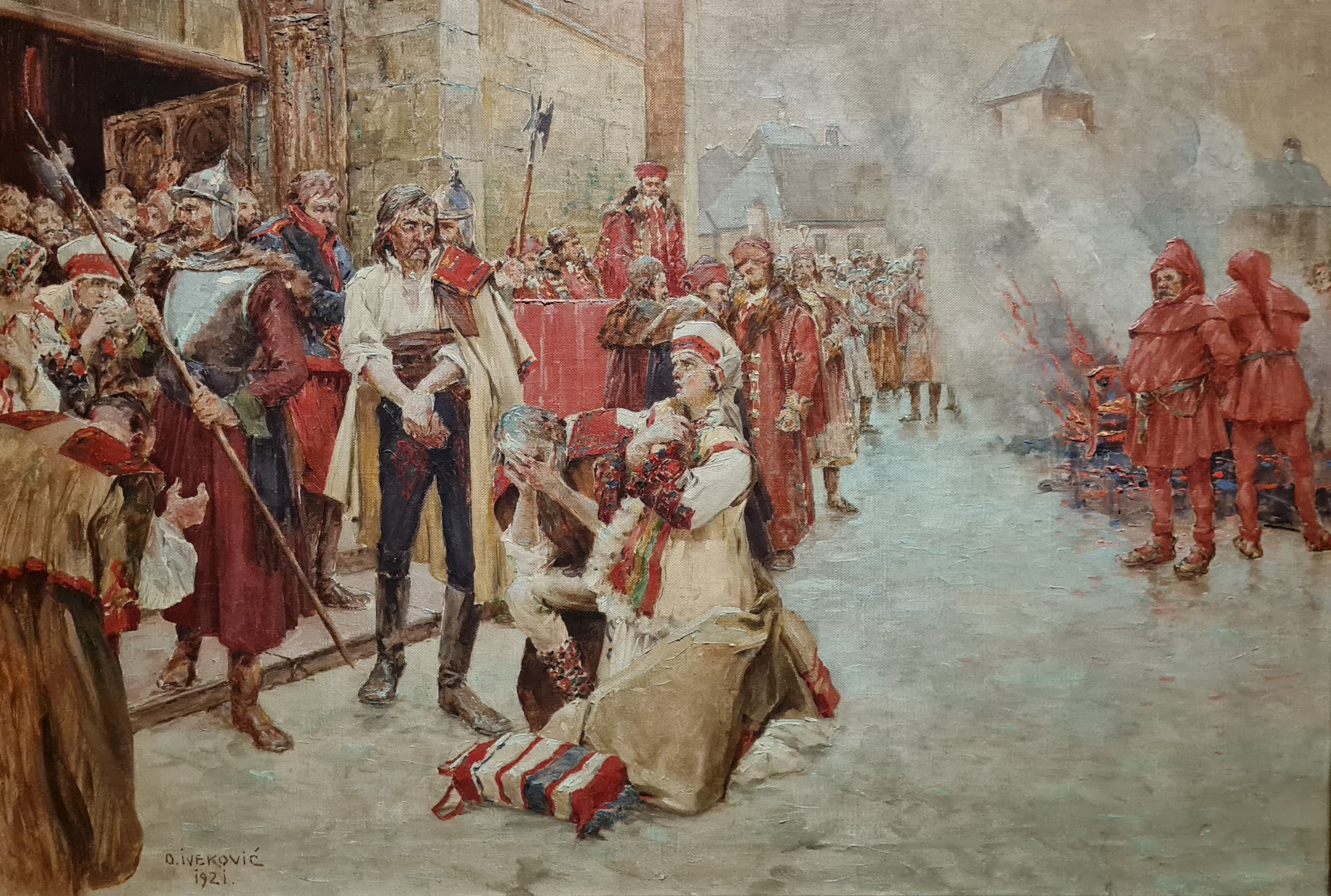
Страта Матія Губеца
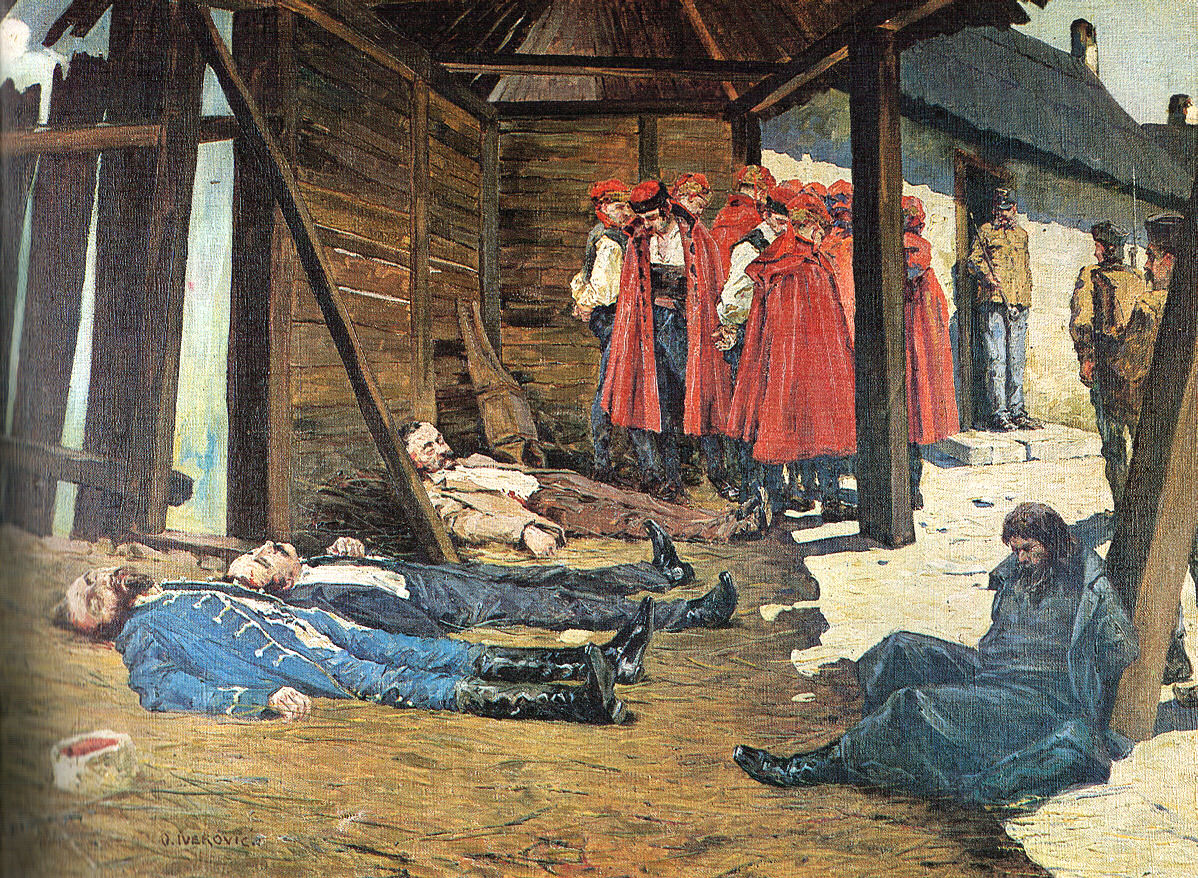
Вбивство в Раковиці (смерть Євгена Кватерника)
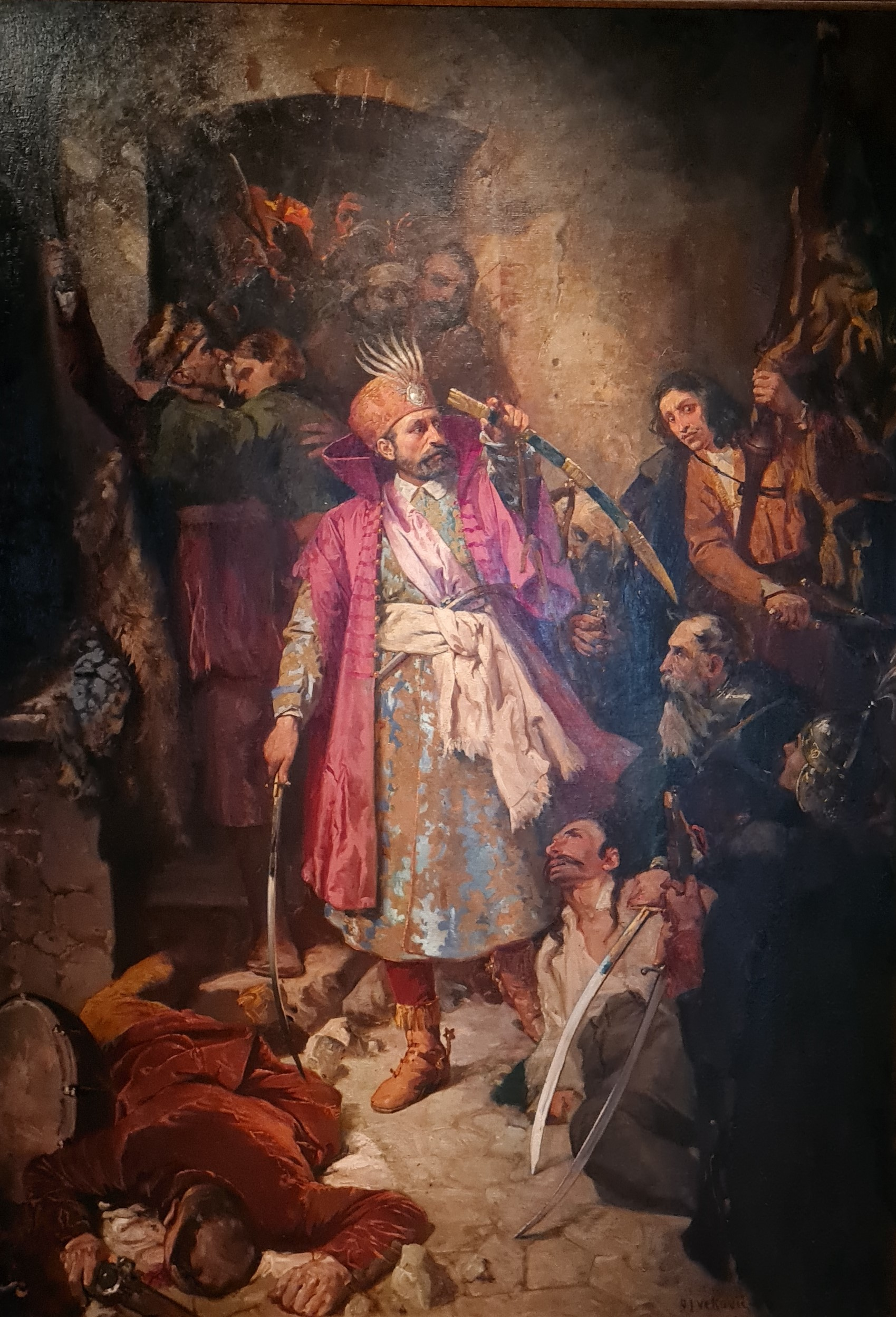
Нікола Шубич Зрінський